# Gustave Dennery
 (mars 2018).
Si vous disposez d'ouvrages ou d'articles de référence ou si vous connaissez des sites web de qualité traitant du thème abordé ici, merci de compléter l'article en donnant les références utiles à sa vérifiabilité et en les liant à la section « Notes et références ».
Gustave Lucien Dennery, né le 6 mars 1863 à Paris et mort à Neuilly-sur-Seine le 10 octobre 1953, est un peintre français.

## Biographie

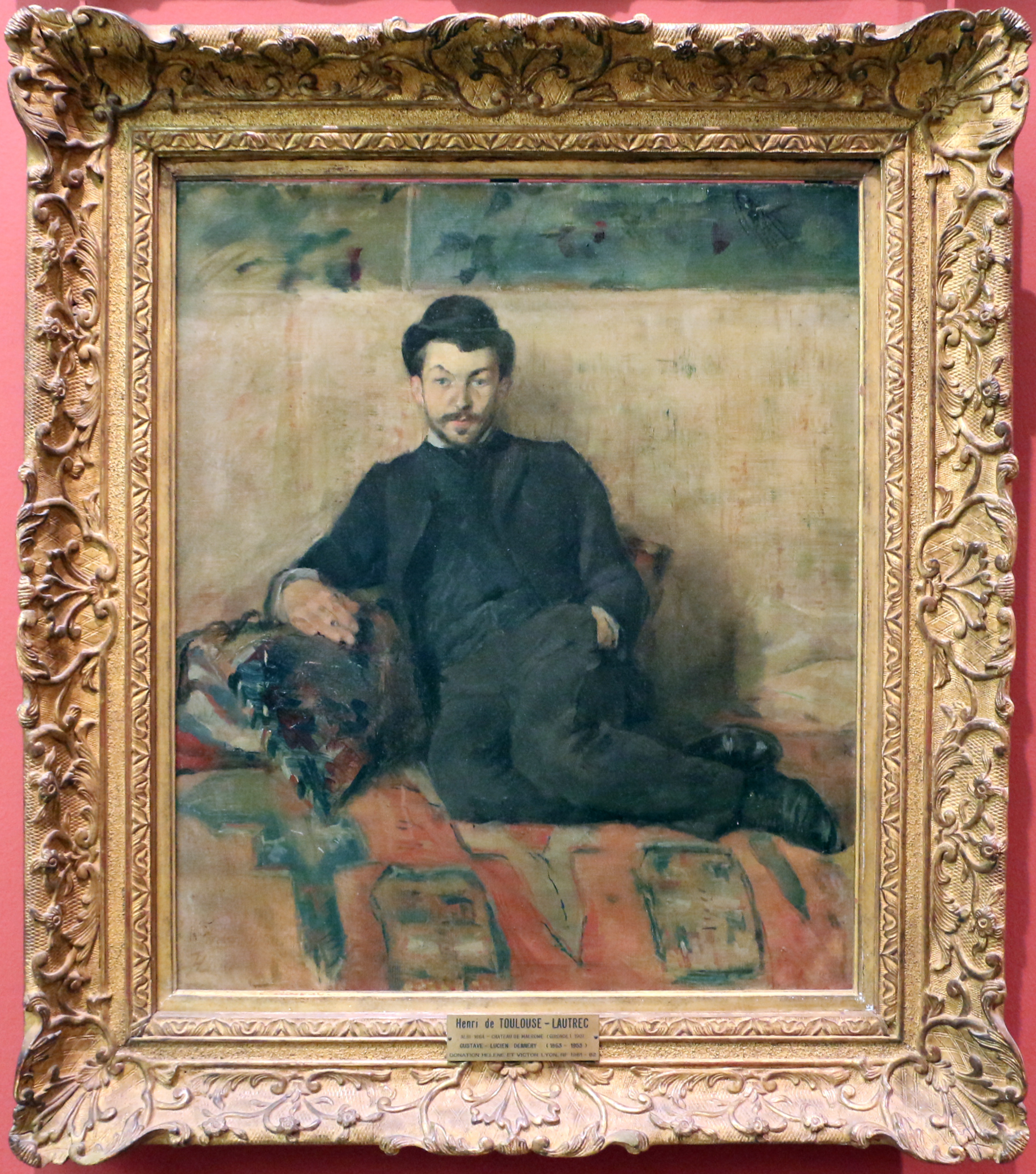
Henri de Toulouse-Lautrec, Gustave Lucien Dennery, Paris, musée du Louvre.

Gustave Dennery est un descendant des communautés juives d'Alsace par sa mère, Hortense Hirsch, couturière, et de Lorraine par son père, Adolphe, employé de commerce. Les Dennery sont installés à Metz depuis le début du XVIIe siècle où cinq générations de colporteurs et de marchands se sont succédé.
Sa mère quitte Metz avec ses parents en 1846. Son père arrive à Paris avec un frère et une sœur en 1848. Les deux jeunes voisins de Metz s'épousent à Paris en 1850.
Ils sont issus de larges fratries (huit et neuf enfants) déjà frappées par la mortalité infantile de l'époque. En 1855, leur premier fils, Lucien, meurt à l'âge d'un an, dix jours après la naissance du second, Étienne. Gustave naît le 6 mars 1863. Étienne, sous-officier, meurt en 1881, tué par des combattants Touaregs lors de la deuxième Mission Flatters qui préparait un projet civil de liaison ferroviaire transsaharienne.
À la mort de son père en 1888, Gustave Dennery se retrouve seul avec sa mère. Un an plus tard, elle achète une maison de ville à Château-Gontier et quitte Paris. De 1889 jusqu'à la Seconde Guerre mondiale, Dennery partage sa vie entre Paris et surtout la Mayenne. Il se consacre à la peinture de genre. Il fréquente la famille Hirschmann, dont la fratrie compte peintres et musiciens. Ses amis prennent la place de la fratrie disparue. En 1898, il épouse Marthe Hirschmann, la cadette. Ce rentier discret vend peu et pratique son art en dilettante.
Il meurt le 10 octobre 1953 à la Fondation Galignani, où il a passé les quinze dernières années de sa vie. Il est enterré avec ses proches à Paris au cimetière de Montmartre.

## Œuvre

### Les débuts
En 1883, exempté du service militaire, Gustave Dennery fait partie des premiers élèves de l’école que Fernand Cormon vient de créer au 104, boulevard de Clichy à Paris.
Il suit les cours en compagnie d'Henri de Toulouse-Lautrec, qui réalise son portrait (Paris, Musée du Louvre). À l'exception d'une œuvre de 1884, et de deux copies de La méditation de Rembrandt, paire d'huiles sur panneaux de 30x35 cm, collection particulière, on ne trouve aucune trace de son activité jusqu'à l'année 1887, pour sa première participation au Salon des artistes français, où il présente un Portrait de ma mère. Dès cette date, le Salon est le point d'appui de sa carrière.
En 1889, il peint une œuvre remarquée par le marchand de tableaux François-Gérard Seligmann, : La Rue Auber sous la pluie, acquise pour sa collection privée et aujourd'hui conservée à Paris au musée Carnavalet. Une œuvre que les critiques d'art rapprochent volontiers de certains tableaux de Gustave Caillebotte.

### Le peintre de genre
Gustave Dennery se consacre aux scènes de genre à la mode au tournant des XIXe et XXe siècles. Il s'inscrit ainsi  dans une modernité qui rompt avec la peinture d'histoire dont son maître, Cormon, est un représentant actif. Il délaisse ces sujets après avoir obtenu la médaille d'argent en 1913 avec Après l'accident et la médaille d'or en 1914 avec L’Étape, au Salon des artistes français. Ces œuvres représentent l'aspect le plus académique de sa production.

### Le paysagiste
De 1889 à 1941, Gustave Dennery a partagé sa vie entre Paris et Château-Gontier. Si cette dernière ville est souvent représentée dans son œuvre, le train l'emmène souvent en villégiature, l'été, en Bretagne à Saint-Briac-sur-Mer. Dinan retient aussi son intérêt, comme Saint-Malo, Concarneau, Le Croisic. Il peint les rues pittoresques de Dinan, plusieurs représentations de la Cour du Vieux Louvre à Château-Gontier, Saint-Briac entre campagne et bord de mer. S'il décline quelques vues de places parisiennes, c'est pour y inscrire la promenade nonchalante des passants anonymes.
Mention honorable à l'Exposition universelle de 1900, il obtient une médaille d'argent au Salon des artistes français de 1913 puis une médaille d'or l'année suivante.
En 1929, il expose au Salon des artistes français la toile Le port aux vins, à Château-Gontier (Mayenne) et passe en hors concours.

### Le pastelliste et l'aquarelliste
Son premier pastel connu date de 1904 : Cour de ferme, Porte du Vieux Louvre (anciennement à Paris au Petit Palais),.
Jusqu'à la Seconde Guerre mondiale, il partagera sa production entre pastels et huiles, complétée par quelques aquarelles. En 1907, la critique remarque ses pastels à la galerie Georges Bernheim à Paris.
Parmi les 130 œuvres qui lui sont attribuées, 60 ont été reproduites, dont cinq portraits.

## Œuvres dans les collections publiques
- Narbonne, musée d'art et d'histoire [14] : Part de foire, 1899 huile sur toile, 124 x 99 cm
- Paris, musée Carnavalet : La Rue Auber sous la pluie, 1889, huile sur toile, 90 × 60 cm[15].

## Expositions
- Galerie Georges Bernheim, Paris, 1907[16],[17].
- Galerie Diebold, Nancy, 1934[18].

## Salons
Gustave Dennery participe au Salon des artistes français pour la première fois en 1887 et en devient sociétaire en 1889. Il y présentera régulièrement des œuvres jusqu'en 1946. Il est aussi sociétaire du Salon d'hiver.

## Récompenses
- Salon des artistes français de 1890 : À la campagne, mention honorable.
- Exposition universelle de 1900 : Tailleurs en journée, mention honorable.
- Salon des artistes français de 1913 : Après l'accident, médaille d'argent.
- Salon des artistes français de 1914 : L'Étape, médaille d'or.
- Sous les arbres de l'abbaye, prix Bernheim de Villers en 1937.
- Salon des artistes français de 1939 : Jardins rustiques, hors-concours.
- Salon des artistes français de 1945 : Le Vieux Pont de Dinan, hors-concours.
- Salon des artistes français de 1946 : Paris (matin de printemps), hors-concours.